# Crepidomanes bilabiatum
Crepidomanes bilabiatum là một loài thực vật có mạch trong họ Hymenophyllaceae. Loài này được (Nees & Blume) Copel. miêu tả khoa học đầu tiên năm 1938.